# أساطير ميكرونيزية
الميثولوجيا الميكرونيزية أو الأساطير الميكرونيزية (بالإنجليزية: Micronesian mythology) أساطير ميكرونيزيا تتضمن المعتقدات الدينية التقليدية المحلية لشعب ميكرونيزيا. ومن اللافت بأنه لا يوجد نظام اعتقادي واحد في جزر ميكرونيزيا، بل إن لكل جزيرة كائناتها الأسطورية الخاصة بها، وآلهتها، وأبطالها الثقافيين، وأربابها، وأشباحها، وحيواناتها الأسطورية الخارقة.
وميكرونيزيا، وهي منطقة في جنوب غرب المحيط الهادئ تحتوي على الآلاف من الجزر، ليس لديها ميثولوجيا واحدة بل عدة ميثولوجيات موزعة في جميع الجزر. فالجزر كثيرة وتتضمن مجموعة مختلفة - بما في ذلك جزر كارولين وجزر مارشال وجزر ماريانا وجيلبرت – ولكل جزيرة مجموعة خاصة بها من الأساطير والكائنات الأسطورية. ميكرونيزيا هي جزء من منطقة واسعة تعرف باسم أوقيانوسيا.
وصل الأوروبيون إلى ميكرونيزيا في 1520 وجلبوا معهم المسيحية. ومع انتشار الدين الجديد في مناطق كثيرة، تراجعت المعتقدات التقليدية. بالإضافة إلى ذلك، أدى الاتصال مع الثقافات الأوروبية إلى تغييرات في الخرافات والأساطير المحلية. كتب المسافرون والمبشرون بعض الأساطير الأصلية، لكن الكثير منها فقدت قبل تحقيقها ونشرها. وعلى الرغم من أن الخرافات والأساطير قد تغيرت على مر السنين، مما يعكس التطورات في ميكرونيزيا، إلا أنها تظل جزءًا مهمًا من التراث الثقافي للمنطقة.

## جغرافيا
تقع ميكرونيزيا ضمن أرخبيل جزر الهند الشرقية، كما تقع إلى الشمال من أستراليا. وتنقسم جزيرة غنيا الجديدة بين أندونسيا (أيريان الغربية) وأستراليا (بيوا) وتتبعها مجموعة من الجزر تقع في شرقها وتبلغ مساحة بيوا 234 ألف كم، وقدر عدد سكانها في سنة 1988م بحوالي 380 ألف نسمة، والعاصمة بورت مورسيبي يدين سكانها بالهندوسية، والمسيحية، وبها أقلية مسلمة قليلة العدد، وبها عدد كبير من الوثنيين، إلى جانب هذا البوذية والقديانية.
وهي على شكل مجموعة من الجزر بين كل من إندونيسيا وهاواي، يحدها من الشمال الشرقي جزر المارشال، ومن الجنوب الشرقي نورو، وجنوباً بابوا غينيا الجديدة، ومن الجنوب الغربي إندونيسيا، ومن الغرب بالاو.
تتكون ميكرونيسيا كما سبق أن ذكرنا من مجموعة من الجزر وتتنوع الطبيعة الجيولوجية لهذه الجزر فبعض منها عبارة عن جزر جبلية مرتفعة والبعض الأخر جزر مرجانية منخفضة، كما توجد العديد من القمم البركانية في عدد من الجزر مثل بونبي، تشوك، ياب، كسراي. وتعتبر قمة جبل توتولم من أعلى القمم الجبلية بميكرونيزيا ويبلغ ارتفاعها حوالي 791 متر فوق مستوى سطح البحر.

## الدين والأسطورة
قبل وصول الأوروبيين، مارست شعوب ميكرونيزيا مجموعة متنوعة من عبادات متعددة الآلهة، الإيمان بأكثر من إله واحد. تشبه هذه الديانات (متعددة الآلهة) بعضها البعض في الجزر المختلفة في ميكرونيزيا، ولكن الآلهة والأساطير تختلف من جزيرة إلى أخرى.
تضمنت الديانات الميكرونيزية أيضًا الاعتقاد بأرواح الأجداد، والعديد من الأرواح الأخرى التي تؤدي وظائف محددة وترتبط بمواقع معينة. يمكن لبعض الأشخاص فقط، مثل الكهنة والمعالجين والسحرة، التواصل مع هذه الأرواح. وعادة ما يفعلون ذلك من خلال الرؤى والتأمل الروحي أو الجذبة.

## وظيفة الأرواح
يتم استدعاء أو الإتصال بالأرواح الخارقة لعدة أسباب؛ لتشخيص وعلاج الأمراض، ومن أجل نجاح صيد الأسماك، أو للسيطرة على الطقس، أو لتعزيز الشجاعة في المعركة، والمهارة في الملاحة. ومن أجل إرضاء الأرواح وإظهار النية الحسنة تجاهها يقوم الناس بارقص والغناء. وفي المقابل تقدم لهم الأرواح معلومات حول سبب ما يصيبهم من بلايا أو لتقديم علاج أو تعاويذ سحرية.

## الآلهة والإلهات
غالبًا ما كانت تستخدم الأساطير لتعليم أعضاء المجموعة معتقدات أو مهارات معينة. شملت الأساطير حول ألولوي Aluluei، إله الملاحة البحرية، معلومات مفيدة لتدريب الملاحين. بالإضافة إلى ذلك، تناولت الأساطير في جزر مارشال التنبؤ بالطقس وتحديد الموقع في البحر من خلال مراقبة الظواهر الطبيعية. كان لدى الميكرونيزيين Micronesians أيضًا أساطير تعبر عن معتقداتهم حول الأرض والسماء والحياة الآخرة وأدوار الآلهة وأبطال الثقافة. تم نقل الأساطير من جيل إلى آخر من قبل رواة القصص المحترفين.

### الآلهة والشخصيات الرئيسية
تشتمل أساطير ميكرونيزيا على آلهة للخلق، وأنصاف آلهة، والمحتالين، وأبطال، وأرواح الأسلاف أو الأجداد. تتناول قصص الخلق عمومًا أصل جزر معينة أو مجموعات من الأشخاص. ولهذا السبب، كان هناك العديد من خرافات الخلق ومجموعة متنوعة من آلهة الخلق.

### بطل الثقافة
شخصية أسطورية تمنح الناس أدوات الحضارة، مثل اللغة والنار.

### أنصاف آلهة
وهي شخصية نصفها إنساني والنصف الآخر إلهي أو سماوي.

### المحتال أو المخادع
شخصية مؤذية تظهر في أشكال مختلفة في الحكايات والأساطير لكثير من الشعوب المختلفة.

### الزمن البدئي
وهو عصر من العصور البدئية في الكثير من أساطير العالم.

## الأساطير

### آلهة الخلق
من أهم آلهة الخلق نارو (الإله العنکبوت) Nareau وهما إلهان للخلق في أساطیر میکرونیزیا لاسيما جزر جلبرت، الأول هو العنكبوت القديم أو العجوز، والثانى هو العنكبوت الصغير أو الشاب. وفي إحدى الأساطير أن العنكبوت الكبير كان أول الموجودات، وكان يعيش في الظلام الحالك أو الفراع أو المكان اللامتناهي أو في البحر، وهو الذي خلق السموات والأرض. وهو الذي أمر الرمال والماء بالمعاشرة الجنسية فأنجبا أطفالا كان من بينها «ناكيكا» أو الأخطبوط و«رکي» أو ثعبان السمك، وابن اسمه نارو هو العنكبوت الصغير. وكانت مهمته تحويل الحمقى والبلهاء والبكم من البشر إلى أناس عاديين: فهو الذي أطلق ألسنتهم، ومد أعضاءهم، وفتح أعينهم وآذانهم. ثم طلب منهم أن أن يرفعوا السماء لكنهم عجزوا. فاستدعی «ريكي» و«ناكيكا» لمساعدته، فرفعا السماء وغاصت الأرض، وشد العنكبوت الصغير جانبي السماء ليلتقيا عند الأفق.

### أبطال الثقافة
ويعتبر أوليفات Olifat بطل شعبي في أساطير ميكرونيزيا، وهو ابن إله السماء لوك Luk وامرأة بشرية فانية. ولد «أوليفات» من رأس أمه عندما جذبت ورقة من جوز الهند كانت تعقد بها شعرها. وبمجرد ولادته راح يجري هنا وهناك وحذر إله السماء «لوك» أم الطفل أن لا يشرب أبدا من جوزة هند مثقوبة في قمتها. غير أن «أوليفات» فعل ذلك بالضبط. فذات يوم شرب من جوزة هند بأعلاها ثقب. وعندما مال برأسه ليشرب آخر قطرة من العصير، رأى والده في السماء. وفي الحال قرر زيارة مسكنه في السماء. فركب عمودا من الدخان كان يتصاعد من نار مشتعلة. وبلغ مكانا رأى فيه العمال يقيمون مسكنا لأرواح الموتى. وعلى الرغم من أن والده عرفه إلا أنه لم يشأ أن يعرف العمال هوية الغلام. وقرر العمال التضحية بالصبي لأساسات المبنى. فخططوا لوضعه في حفرة، ثم يبنون فوقه عمود البيت غير أن أوليفات عرف خطتهم. فأثناء حفر الحفرة، أحدث في إحدى جنباتها تجويفا في القاع. وعندما ألقاه العمال في الحفرة تسلق جانبها وهم يقذفون بالعمود. وبمساعدة النمل الأبيض استطاع أوليفات أن يخرج من الحفرة وهو يصيح صيحة أرعبت العمال حتی الموت.
وبعد ذلك قام بمغامرات مختلفة دار معظمها حول غواية زوجات الأقارب. وذات مرة استحال إلى بعوضة لتبلعه زوجة أخيه وهي تشرب الماء حتى يستطيع أن ينجب منها ابنا. ومن أعماله المفيدة أنه أرسل طائرا إلى الأرض وهو يحمل قبسا من النار في منقاره، ووضع النار فوق عدة أشجار حتى يستطيع البشر أن يتعلموا كيفية الحصول على النار.

### إله الملاحة
ربط الميكرونيزيون بعض الآلهة والأرواح والأبطال بوظائف ومهارات معينة. ويعتبر ألولوي Aluluei إله الملاحة في أساطیر میکرونیزیا. قتله إخوته من الغيرة، لكنه استرد حياته بفضل أبيه الذي وضع له عدة عيون في رأسه لتحميه من الأذى في المستقبل، ثم أصبحت هذه العيون هي نجوم السماء التي يسترشد بها البحارة.

## الموضوعات الرئيسية والأساطير.
على الرغم من التنوع الكبير في الأساطير الموجودة في جزر ميكرونيزيا الكثيرة، يمكن العثور على مواضيع معينة في جميع أنحاء المنطقة مشتركة. تعالج أساطير الأصل (أصل الخلق) عادةً خلق الأرض والسماء والآلهة والجزر والأبطال وملامح المناظر الطبيعية والبشر وغيرها من المخلوقات. كان هناك موضوع شائع في شرق ميكرونيزيا هو استخدام جسد إله الخلق لتشكيل الأرض والسماء والشمس والقمر وغيرها من الكائنات. في جزر جيلبرت، تم مشاركة أعمال الخلق بين نارو (الإله العنکبوت) Nareau وNareau الأصغر سنا (Young Spider).
وموضوع رئيسي هو فصل السماء عن الأرض، وكيف خرج الناس من جذوع الأشجار.
وكانت الأساطير حول الرحلات بين السماء والأرض شائعة أيضًا. وصفت قصص عن المحتال أوليفات في كثير من الأحيان رحلاته إلى السماء وذريته إلى الأرض. بالإضافة إلى ذلك، سافر طفل أسطوري اسمه Thilefial إلى السماء هربًا من سوء المعاملة على الأرض ثم عاد إلى الأرض للانتقام.

### موتيكيتك
أحد الأبطال الأسطوريين في ميكرونيزيا كان موتيكيتك Motikitik، المشهور بمآثره في الصيد. وفقًا لأسطورة، كان موتيكيتك حريصًا على معرفة كيف تمكنت والدته دائمًا من توفير كميات كبيرة من الطعام، لذلك بقي في المنزل وتجسس عليها. سمع والدته تقول تعويذة سحرية وشاهدها تغوص في البحر. بعد أن حول نفسه إلى طائر غوص، تبعها موتيكيتك ورآها تجمع الطعام. من خلال اكتشاف سرها، تسبب في موتها. خلال الأيام الثلاثة التالية، قام موتيكيتيك بتجميع العديد من سلال الطعام. في اليوم الرابع، قام بالصيد فوق الجزيرة حيث يعيش مع شقيقيه.

### أساطير الموت
اعتقد الميكرونيزيون أن الآلهة جعلت البشر يموتون، وتناولت الأساطير المختلفة الموت والحياة الآخرة. وفقًا لأسطورة ناکا Nakka حارس الشجرة الأصلية الأولى في أساطير ميكرونيزيا، تقول الأسطورة إن «ناكا» هو الذي كان يراقب شجرة أعطيت للنساء في بداية الزمان، والرجال الذين يبتعدون عن مضاجعة النساء أبرياء أطهار. لهذا يحرم عليهم لمس الشجرة. وتعطى لهم شبكة لصيد السمك تجلب لهم الصيد الوفير، كما تعطى لهم أيضا شجرة خاصة بهم تطرح بندقة واحدة، إذا قطفها أحد نمت في الحال بندقة أخرى مكانها. وذات يوم كان «ناکا» في الخارج، وعصى الرجال أوامره ولمسوا شجرة النساء. وعندما عاد وجد شعر الرجال عالقا بالشجرة فعرف إنهم كانوا بجوارها وأنهم لمسوها فغضب غضبا شديدا، وسمح للموت أن يدخل العالم.

### المخادع
كانت مغامرات المحتالين سمة شائعة في الأساطير ميكرونيزيا. فقد أزعج المحتال أوليفات الآلهة وصنع رجال حمقى، وأحيانًا سبب إصابات للبشرية أو موت. تحكي العديد من القصص عنه كيف غير شكله إلى طائر أو حيوان أو كائن هربًا من الكشف أو العقاب. على الرغم من سلوكه الضار في كثير من الأحيان أوليفات Olifat ساعد في بعض الأحيان البشر الذين طلبوا نصيحته عن الحب وغيرها من المسائل الشخصية. وهو له الفضل في تقديم فن الوشم لشعب ميكرونيزيا.

### أساطير ميلانيزية
- ندوثينا (ميثولوجيا)
- ندينجاي (ميثولوجيا)
- نوجا (ميثولوجيا)
- راتو ماي (ميثولوجيا)
- روكولا
- سيدو (ميثولوجيا)
- تاجارو (ميثولوجيا)
- تنيراو (ميثولوجيا)
- توكابينانا وتوكروفو
- تومودورير

### أساطير بولينيزية
- أورو (أساطير)
- باباتوانوكو
- بيلي (أساطير)
- بكوي (أساطير)
- تيكي (ميثولوجيا)
- تو (أساطير)
- فاري ما تاكيري